# Lista de episódios de The Noite com Danilo Gentili (7.ª temporada)
Esta lista contém os episódios da sétima temporada do late-night talk show The Noite com Danilo Gentili, exibidos pelo SBT entre 9 de março de 2020 e 1 de janeiro de 2021, que teve como primeiro entrevistado o jornalista Carlos Nascimento e como último convidado Vitor Santos do canal "Metaforando". A temporada também contou com a sua segunda troca de cenário do programa desde a sua 3ª temporada em 2016.

## 2020

### Março
| N.º  | Data de exibição    | Convidado(s)                           |
| ---- | ------------------- | -------------------------------------- |
| 1278 | 9 de março de 2020  | Carlos Nascimento                      |
|      |                     |                                        |
|      |                     |                                        |
|      |                     |                                        |
| 1279 | 10 de março de 2020 | Jean Gorinchteyn                       |
|      |                     |                                        |
|      |                     |                                        |
|      |                     |                                        |
| 1280 | 11 de março de 2020 | Elyfer Torres, Kevinho                 |
|      |                     |                                        |
|      |                     |                                        |
|      |                     |                                        |
| 1281 | 12 de março de 2020 | Ivo Holanda                            |
|      |                     |                                        |
|      |                     |                                        |
|      |                     |                                        |
| 1282 | 13 de março de 2020 | Oscar Filho                            |
|      |                     |                                        |
|      |                     |                                        |
|      |                     |                                        |
| 1283 | 16 de março de 2020 | Juju Salimeni                          |
|      |                     |                                        |
|      |                     |                                        |
|      |                     |                                        |
| 1284 | 17 de março de 2020 | Luciano Szafir                         |
|      |                     |                                        |
|      |                     |                                        |
|      |                     |                                        |
| 1285 | 18 de março de 2020 | Magdalena Bonfiglioli                  |
|      |                     |                                        |
|      |                     |                                        |
|      |                     |                                        |
| 1286 | 19 de março de 2020 | Mução                                  |
|      |                     |                                        |
|      |                     |                                        |
|      |                     |                                        |
| 1287 | 20 de março de 2020 | Thiaguinho MT, Mila e JS O Mão de Ouro |
|      |                     |                                        |
|      |                     |                                        |
|      |                     |                                        |

### Interrupção
Entre 20 de março e 25 de maio, o programa parou de ser gravado em auditório devido à crise do Coronavírus. Nesse período, foram exibidas reprises e programas por videoconferência. Mesmo após o programa voltar ao normal, alguns convidados optaram pela entrevista por vídeo.

### Maio
| N.º  | Data de exibição   | Convidado(s)    |
| ---- | ------------------ | --------------- |
| 1288 | 25 de maio de 2020 | Roberto Cabrini |
|      |                    |                 |
|      |                    |                 |
|      |                    |                 |
| 1289 | 26 de maio de 2020 | Filippo La Rosa |
|      |                    |                 |
|      |                    |                 |
|      |                    |                 |
| 1290 | 27 de maio de 2020 | MC Livinho      |
|      |                    |                 |
|      |                    |                 |
|      |                    |                 |
| 1291 | 28 de maio de 2020 | Flor Fernandez  |
|      |                    |                 |
|      |                    |                 |
|      |                    |                 |
| 1292 | 29 de maio de 2020 | Deive Leonardo  |
|      |                    |                 |
|      |                    |                 |
|      |                    |                 |

### Junho
| N.º  | Data de exibição    | Convidado(s)                    |
| ---- | ------------------- | ------------------------------- |
| 1293 | 1 de junho de 2020  | Tim Explica                     |
|      |                     |                                 |
|      |                     |                                 |
|      |                     |                                 |
| 1294 | 2 de junho de 2020  | Edison Boaventura Júnior        |
|      |                     |                                 |
|      |                     |                                 |
|      |                     |                                 |
| 1295 | 3 de junho de 2020  | Edson & Hudson                  |
|      |                     |                                 |
|      |                     |                                 |
|      |                     |                                 |
| 1296 | 4 de junho de 2020  | Sylvia Design                   |
|      |                     |                                 |
|      |                     |                                 |
|      |                     |                                 |
| 1297 | 5 de junho de 2020  | Cris Arcangeli                  |
|      |                     |                                 |
|      |                     |                                 |
|      |                     |                                 |
| 1298 | 8 de junho de 2020  | Delegado Bruno Lima             |
|      |                     |                                 |
|      |                     |                                 |
|      |                     |                                 |
| 1299 | 9 de junho de 2020  | Daniel Boaventura               |
|      |                     |                                 |
|      |                     |                                 |
|      |                     |                                 |
| 1300 | 10 de junho de 2020 | João Bosco & Vinícius           |
|      |                     |                                 |
|      |                     |                                 |
|      |                     |                                 |
| 1301 | 11 de junho de 2020 | Carlos Alberto da Nóbrega       |
|      |                     |                                 |
|      |                     |                                 |
|      |                     |                                 |
| 1302 | 12 de junho de 2020 | Luiza Vono                      |
|      |                     |                                 |
|      |                     |                                 |
|      |                     |                                 |
| 1303 | 15 de junho de 2020 | Natalia Guitler e Marcos Vieira |
|      |                     |                                 |
|      |                     |                                 |
|      |                     |                                 |
| 1304 | 16 de junho de 2020 | Dani Boy                        |
|      |                     |                                 |
|      |                     |                                 |
|      |                     |                                 |
| 1305 | 17 de junho de 2020 | Gustavo Mioto                   |
|      |                     |                                 |
|      |                     |                                 |
|      |                     |                                 |
| 1306 | 18 de junho de 2020 | Belo                            |
|      |                     |                                 |
|      |                     |                                 |
|      |                     |                                 |
| 1307 | 19 de junho de 2020 | Sweet Carol e Adlipe            |
|      |                     |                                 |
|      |                     |                                 |
|      |                     |                                 |
| 1308 | 22 de junho de 2020 | Duda Teixeira                   |
|      |                     |                                 |
|      |                     |                                 |
|      |                     |                                 |
| 1309 | 23 de junho de 2020 | Rodolfo Abrantes                |
|      |                     |                                 |
|      |                     |                                 |
|      |                     |                                 |
| 1310 | 24 de junho de 2020 | Stênio Garcia                   |
|      |                     |                                 |
|      |                     |                                 |
|      |                     |                                 |
| 1311 | 25 de junho de 2020 | Matheus Ceará                   |
|      |                     |                                 |
|      |                     |                                 |
|      |                     |                                 |
| 1312 | 26 de junho de 2020 | Thiago Nigro                    |
|      |                     |                                 |
|      |                     |                                 |
|      |                     |                                 |
| 1313 | 29 de junho de 2020 | Samy Dana                       |
|      |                     |                                 |
|      |                     |                                 |
|      |                     |                                 |
| 1314 | 30 de junho de 2020 | Reginaldo Leme                  |
|      |                     |                                 |
|      |                     |                                 |
|      |                     |                                 |

### Julho
| N.º  | Data de exibição    | Convidado(s)                                  |
| ---- | ------------------- | --------------------------------------------- |
| 1315 | 1 de julho de 2020  | Tati Zaqui                                    |
|      |                     |                                               |
|      |                     |                                               |
|      |                     |                                               |
| 1316 | 2 de julho de 2020  | Roddy Alves                                   |
|      |                     |                                               |
|      |                     |                                               |
|      |                     |                                               |
| 1317 | 3 de julho de 2020  | Gabi Martins                                  |
|      |                     |                                               |
|      |                     |                                               |
|      |                     |                                               |
| 1318 | 6 de julho de 2020  | Toninho Tornado                               |
|      |                     |                                               |
|      |                     |                                               |
|      |                     |                                               |
| 1319 | 7 de julho de 2020  | Sósias de Stallone, Chuck Norris e Vin Diesel |
|      |                     |                                               |
|      |                     |                                               |
|      |                     |                                               |
| 1320 | 8 de julho de 2020  | Mister M                                      |
|      |                     |                                               |
|      |                     |                                               |
|      |                     |                                               |
| 1321 | 9 de julho de 2020  | Sikêra Júnior                                 |
|      |                     |                                               |
|      |                     |                                               |
|      |                     |                                               |
| 1322 | 10 de julho de 2020 | Saulo Nader, "Dr. Tontura"                    |
|      |                     |                                               |
|      |                     |                                               |
|      |                     |                                               |
| 1323 | 13 de julho de 2020 | Rodada da Noite especial                      |
|      |                     |                                               |
|      |                     |                                               |
|      |                     |                                               |
| 1324 | 14 de julho de 2020 | Alba Expider                                  |
|      |                     |                                               |
|      |                     |                                               |
|      |                     |                                               |
| 1325 | 15 de julho de 2020 | Fernando Collor de Mello                      |
|      |                     |                                               |
|      |                     |                                               |
|      |                     |                                               |
| 1326 | 16 de julho de 2020 | Comando Maluco                                |
|      |                     |                                               |
|      |                     |                                               |
|      |                     |                                               |
| 1327 | 17 de julho de 2020 | Alok                                          |
|      |                     |                                               |
|      |                     |                                               |
|      |                     |                                               |
| 1328 | 20 de julho de 2020 | Magno Navaro                                  |
|      |                     |                                               |
|      |                     |                                               |
|      |                     |                                               |
| 1329 | 21 de julho de 2020 | Claudia Yafo                                  |
|      |                     |                                               |
|      |                     |                                               |
|      |                     |                                               |
| 1330 | 22 de julho de 2020 | Banda Twister                                 |
|      |                     |                                               |
|      |                     |                                               |
|      |                     |                                               |
| 1331 | 23 de julho de 2020 | Pyong Lee                                     |
|      |                     |                                               |
|      |                     |                                               |
|      |                     |                                               |
| 1332 | 24 de julho de 2020 | Atitude 67                                    |
|      |                     |                                               |
|      |                     |                                               |
|      |                     |                                               |
| 1333 | 27 de julho de 2020 | Ana Paula Renault                             |
|      |                     |                                               |
|      |                     |                                               |
|      |                     |                                               |
| 1334 | 28 de julho de 2020 | Mauro Naves                                   |
|      |                     |                                               |
|      |                     |                                               |
|      |                     |                                               |
| 1335 | 29 de julho de 2020 | Cabo Daciolo                                  |
|      |                     |                                               |
|      |                     |                                               |
|      |                     |                                               |
| 1336 | 30 de julho de 2020 | Eliana                                        |
|      |                     |                                               |
|      |                     |                                               |
|      |                     |                                               |

### Agosto
| N.º  | Data de exibição     | Convidado(s)                                    |
| ---- | -------------------- | ----------------------------------------------- |
| 1337 | 3 de agosto de 2020  | Kiko Zambianchi                                 |
|      |                      |                                                 |
|      |                      |                                                 |
|      |                      |                                                 |
| 1338 | 4 de agosto de 2020  | Celso Russomanno                                |
|      |                      |                                                 |
|      |                      |                                                 |
|      |                      |                                                 |
| 1339 | 5 de agosto de 2020  | Rodriguinho, Gaab e Mr. Dan                     |
|      |                      |                                                 |
|      |                      |                                                 |
|      |                      |                                                 |
| 1340 | 6 de agosto de 2020  | Mc Negão da BL e Gisele                         |
|      |                      |                                                 |
|      |                      |                                                 |
|      |                      |                                                 |
| 1341 | 7 de agosto de 2020  | Ls Jack & Vinny                                 |
|      |                      |                                                 |
|      |                      |                                                 |
|      |                      |                                                 |
| 1342 | 10 de agosto de 2020 | Thammy Miranda                                  |
|      |                      |                                                 |
|      |                      |                                                 |
|      |                      |                                                 |
| 1343 | 11 de agosto de 2020 | Zezé Motta                                      |
|      |                      |                                                 |
|      |                      |                                                 |
|      |                      |                                                 |
| 1344 | 12 de agosto de 2020 | Cristiano Seixas e Guilherme Balbi, Marco Zenni |
|      |                      |                                                 |
|      |                      |                                                 |
|      |                      |                                                 |
| 1345 | 13 de agosto de 2020 | Maiara & Maraisa                                |
|      |                      |                                                 |
|      |                      |                                                 |
|      |                      |                                                 |
| 1346 | 14 de agosto de 2020 | Pedro Sampaio                                   |
|      |                      |                                                 |
|      |                      |                                                 |
|      |                      |                                                 |
| 1347 | 17 de agosto de 2020 | Danilo Brito                                    |
|      |                      |                                                 |
|      |                      |                                                 |
|      |                      |                                                 |
| 1348 | 18 de agosto de 2020 | Pedro Casali                                    |
|      |                      |                                                 |
|      |                      |                                                 |
|      |                      |                                                 |
| 1349 | 19 de agosto de 2020 | Nego do Borel                                   |
|      |                      |                                                 |
|      |                      |                                                 |
|      |                      |                                                 |
| 1350 | 20 de agosto de 2020 | Roberto Marquis                                 |
|      |                      |                                                 |
|      |                      |                                                 |
|      |                      |                                                 |
| 1351 | 21 de agosto de 2020 | Deiveson Figueiredo                             |
|      |                      |                                                 |
|      |                      |                                                 |
|      |                      |                                                 |
| 1352 | 24 de agosto de 2020 | Dony De Nuccio                                  |
|      |                      |                                                 |
|      |                      |                                                 |
|      |                      |                                                 |
| 1353 | 25 de agosto de 2020 | PK                                              |
|      |                      |                                                 |
|      |                      |                                                 |
|      |                      |                                                 |
| 1354 | 26 de agosto de 2020 | Estrelas da Rádio Massa                         |
|      |                      |                                                 |
|      |                      |                                                 |
|      |                      |                                                 |
| 1355 | 27 de agosto de 2020 | In Memoriam Arnaldo Saccomani                   |
|      |                      |                                                 |
|      |                      |                                                 |
|      |                      |                                                 |
| 1356 | 28 de agosto de 2020 | Mumuzinho                                       |
|      |                      |                                                 |
|      |                      |                                                 |
|      |                      |                                                 |
| 1357 | 31 de agosto de 2020 | Rossini Macedo                                  |
|      |                      |                                                 |
|      |                      |                                                 |
|      |                      |                                                 |

### Setembro
| N.º  | Data de exibição       | Convidado(s)                              |
| ---- | ---------------------- | ----------------------------------------- |
| 1358 | 1 de setembro de 2020  | Julia Gama                                |
|      |                        |                                           |
|      |                        |                                           |
|      |                        |                                           |
| 1359 | 2 de setembro de 2020  | Zé Felipe e Virginia Fonseca              |
|      |                        |                                           |
|      |                        |                                           |
|      |                        |                                           |
| 1360 | 3 de setembro de 2020  | Enio Vivona                               |
|      |                        |                                           |
|      |                        |                                           |
|      |                        |                                           |
| 1361 | 4 de setembro de 2020  | Queen Celebration in Concert, CeeLo Green |
|      |                        |                                           |
|      |                        |                                           |
|      |                        |                                           |
| 1362 | 7 de setembro de 2020  | Rabino Dudu Levinzon                      |
|      |                        |                                           |
|      |                        |                                           |
|      |                        |                                           |
| 1363 | 8 de setembro de 2020  | Cadú Alves                                |
|      |                        |                                           |
|      |                        |                                           |
|      |                        |                                           |
| 1364 | 9 de setembro de 2020  | Carla Cecarello                           |
|      |                        |                                           |
|      |                        |                                           |
|      |                        |                                           |
| 1365 | 10 de setembro de 2020 | Nany People                               |
|      |                        |                                           |
|      |                        |                                           |
|      |                        |                                           |
| 1366 | 11 de setembro de 2020 | Letícia Gomes                             |
|      |                        |                                           |
|      |                        |                                           |
|      |                        |                                           |
| 1367 | 14 de setembro de 2020 | Marcelo Falcão                            |
|      |                        |                                           |
|      |                        |                                           |
|      |                        |                                           |
| 1368 | 15 de setembro de 2020 | Téo José                                  |
|      |                        |                                           |
|      |                        |                                           |
|      |                        |                                           |
| 1369 | 16 de setembro de 2020 | Ferrugem                                  |
|      |                        |                                           |
|      |                        |                                           |
|      |                        |                                           |
| 1370 | 17 de setembro de 2020 | Mayra Cardi                               |
|      |                        |                                           |
|      |                        |                                           |
|      |                        |                                           |
| 1371 | 18 de setembro de 2020 | Luke Ross e Marco Lesko                   |
|      |                        |                                           |
|      |                        |                                           |
|      |                        |                                           |
| 1372 | 21 de setembro de 2020 | Paloma Bernardi                           |
|      |                        |                                           |
|      |                        |                                           |
|      |                        |                                           |
| 1373 | 22 de setembro de 2020 | Flow Podcast                              |
|      |                        |                                           |
|      |                        |                                           |
|      |                        |                                           |
| 1374 | 23 de setembro de 2020 | MC Zaac                                   |
|      |                        |                                           |
|      |                        |                                           |
|      |                        |                                           |
| 1375 | 24 de setembro de 2020 | Joelma Mendes                             |
|      |                        |                                           |
|      |                        |                                           |
|      |                        |                                           |
| 1376 | 25 de setembro de 2020 | Dennis DJ                                 |
|      |                        |                                           |
|      |                        |                                           |
|      |                        |                                           |
| 1377 | 28 de setembro de 2020 | Willian Chimura                           |
|      |                        |                                           |
|      |                        |                                           |
|      |                        |                                           |
| 1378 | 29 de setembro de 2020 | Elisa Moreira e Murillo Ribeiro           |
|      |                        |                                           |
|      |                        |                                           |
|      |                        |                                           |
| 1379 | 30 de setembro de 2020 | Dilera                                    |
|      |                        |                                           |
|      |                        |                                           |
|      |                        |                                           |

### Outubro
| N.º  | Data de exibição      | Convidado(s)                         |
| ---- | --------------------- | ------------------------------------ |
| 1380 | 1 de outubro de 2020  | Diogo Portugal                       |
|      |                       |                                      |
|      |                       |                                      |
|      |                       |                                      |
| 1381 | 2 de outubro de 2020  | Antônia Morais                       |
|      |                       |                                      |
|      |                       |                                      |
|      |                       |                                      |
| 1382 | 5 de outubro de 2020  | Rafael Ferri                         |
|      |                       |                                      |
|      |                       |                                      |
|      |                       |                                      |
| 1383 | 6 de outubro de 2020  | Lorena Improta                       |
|      |                       |                                      |
|      |                       |                                      |
|      |                       |                                      |
| 1384 | 7 de outubro de 2020  | Caio Castro                          |
|      |                       |                                      |
|      |                       |                                      |
|      |                       |                                      |
| 1385 | 8 de outubro de 2020  | Tirullipa                            |
|      |                       |                                      |
|      |                       |                                      |
|      |                       |                                      |
| 1386 | 9 de outubro de 2020  | Christian Figueiredo                 |
|      |                       |                                      |
|      |                       |                                      |
|      |                       |                                      |
| 1387 | 12 de outubro de 2020 | Ana Lucia e Bia Menezes              |
|      |                       |                                      |
|      |                       |                                      |
|      |                       |                                      |
| 1388 | 13 de outubro de 2020 | Luís Ernesto Lacombe                 |
|      |                       |                                      |
|      |                       |                                      |
|      |                       |                                      |
| 1389 | 14 de outubro de 2020 | Felipe Araújo                        |
|      |                       |                                      |
|      |                       |                                      |
|      |                       |                                      |
| 1390 | 15 de outubro de 2020 | Murilo Couto e Boça                  |
|      |                       |                                      |
|      |                       |                                      |
|      |                       |                                      |
| 1391 | 16 de outubro de 2020 | Rogério Shimura                      |
|      |                       |                                      |
|      |                       |                                      |
|      |                       |                                      |
| 1392 | 19 de outubro de 2020 | Roberta Campos                       |
|      |                       |                                      |
|      |                       |                                      |
|      |                       |                                      |
| 1393 | 20 de outubro de 2020 | Lord Vinheteiro e Zé Graça           |
|      |                       |                                      |
|      |                       |                                      |
|      |                       |                                      |
| 1394 | 21 de outubro de 2020 | Dilsinho                             |
|      |                       |                                      |
|      |                       |                                      |
|      |                       |                                      |
| 1395 | 22 de outubro de 2020 | Dihh Lopes                           |
|      |                       |                                      |
|      |                       |                                      |
|      |                       |                                      |
| 1396 | 23 de outubro de 2020 | Landau e Gabi Roncatti; Arturo Ruas  |
|      |                       |                                      |
|      |                       |                                      |
|      |                       |                                      |
| 1397 | 26 de outubro de 2020 | Nelsinho Piquet                      |
|      |                       |                                      |
|      |                       |                                      |
|      |                       |                                      |
| 1398 | 27 de outubro de 2020 | Olivier Anquier e Maurício Fernandes |
|      |                       |                                      |
|      |                       |                                      |
|      |                       |                                      |
| 1399 | 28 de outubro de 2020 | Marcus Roberto                       |
|      |                       |                                      |
|      |                       |                                      |
|      |                       |                                      |
| 1400 | 29 de outubro de 2020 | Jeffinho Farias                      |
|      |                       |                                      |
|      |                       |                                      |
|      |                       |                                      |
| 1401 | 30 de outubro de 2020 | Especial Halloween                   |
|      |                       |                                      |
|      |                       |                                      |
|      |                       |                                      |

### Novembro
| N.º  | Data de exibição       | Convidado(s)                                 |
| ---- | ---------------------- | -------------------------------------------- |
| 1402 | 2 de novembro de 2020  | Dr. João Borzino                             |
|      |                        |                                              |
|      |                        |                                              |
|      |                        |                                              |
| 1403 | 3 de novembro de 2020  | Leo Stronda                                  |
|      |                        |                                              |
|      |                        |                                              |
|      |                        |                                              |
| 1404 | 4 de novembro de 2020  | Vitor Kley                                   |
|      |                        |                                              |
|      |                        |                                              |
|      |                        |                                              |
| 1405 | 5 de novembro de 2020  | Rafinha Viscardi                             |
|      |                        |                                              |
|      |                        |                                              |
|      |                        |                                              |
| 1406 | 6 de novembro de 2020  | In Memoriam Jotinha do WhatsApp              |
|      |                        |                                              |
|      |                        |                                              |
|      |                        |                                              |
| 1407 | 9 de novembro de 2020  | Marinho                                      |
|      |                        |                                              |
|      |                        |                                              |
|      |                        |                                              |
| 1408 | 10 de novembro de 2020 | Kalani Lattanzi                              |
|      |                        |                                              |
|      |                        |                                              |
|      |                        |                                              |
| 1409 | 11 de novembro de 2020 | Estevam Nabote                               |
|      |                        |                                              |
|      |                        |                                              |
|      |                        |                                              |
| 1410 | 12 de novembro de 2020 | Wesley Safadão                               |
|      |                        |                                              |
|      |                        |                                              |
|      |                        |                                              |
| 1411 | 13 de novembro de 2020 | Marcella e Luciana Tranchesi                 |
|      |                        |                                              |
|      |                        |                                              |
|      |                        |                                              |
| 1412 | 16 de novembro de 2020 | Erika Ender                                  |
|      |                        |                                              |
|      |                        |                                              |
|      |                        |                                              |
| 1413 | 17 de novembro de 2020 | MC Don Juan                                  |
|      |                        |                                              |
|      |                        |                                              |
|      |                        |                                              |
| 1414 | 18 de novembro de 2020 | Xand Avião                                   |
|      |                        |                                              |
|      |                        |                                              |
|      |                        |                                              |
| 1415 | 19 de novembro de 2020 | Toquinho                                     |
|      |                        |                                              |
|      |                        |                                              |
|      |                        |                                              |
| 1416 | 20 de novembro de 2020 | New York Treta                               |
|      |                        |                                              |
|      |                        |                                              |
|      |                        |                                              |
| 1417 | 23 de novembro de 2020 | Benjamin Back, o Benja                       |
|      |                        |                                              |
|      |                        |                                              |
|      |                        |                                              |
| 1418 | 24 de novembro de 2020 | In Memoriam Fernando Vanucci; Lucca & Mateus |
|      |                        |                                              |
|      |                        |                                              |
|      |                        |                                              |
| 1419 | 25 de novembro de 2020 | Super Xandão                                 |
|      |                        |                                              |
|      |                        |                                              |
|      |                        |                                              |
| 1420 | 26 de novembro de 2020 | Rey Biannchi                                 |
|      |                        |                                              |
|      |                        |                                              |
|      |                        |                                              |
| 1421 | 27 de novembro de 2020 | Giulia Be                                    |
|      |                        |                                              |
|      |                        |                                              |
|      |                        |                                              |
| 1422 | 30 de novembro de 2020 | Wanderlei Silva                              |
|      |                        |                                              |
|      |                        |                                              |
|      |                        |                                              |

### Dezembro
| N.º  | Data de exibição       | Convidado(s)                  |
| ---- | ---------------------- | ----------------------------- |
| 1423 | 1 de dezembro de 2020  | Evandro Berlesi               |
|      |                        |                               |
|      |                        |                               |
|      |                        |                               |
| 1424 | 2 de dezembro de 2020  | Dr. Paulo Godoy               |
|      |                        |                               |
|      |                        |                               |
|      |                        |                               |
| 1425 | 3 de dezembro de 2020  | Paloma Cipriano; Eric Land    |
|      |                        |                               |
|      |                        |                               |
|      |                        |                               |
| 1426 | 4 de dezembro de 2020  | Rato Borrachudo               |
|      |                        |                               |
|      |                        |                               |
|      |                        |                               |
| 1427 | 7 de dezembro de 2020  | Tatiana Gebrael               |
|      |                        |                               |
|      |                        |                               |
|      |                        |                               |
| 1428 | 8 de dezembro de 2020  | Izabella Camargo              |
|      |                        |                               |
|      |                        |                               |
|      |                        |                               |
| 1429 | 9 de dezembro de 2020  | Gian & Giovani                |
|      |                        |                               |
|      |                        |                               |
|      |                        |                               |
| 1430 | 10 de dezembro de 2020 | Bruno Diferente               |
|      |                        |                               |
|      |                        |                               |
|      |                        |                               |
| 1431 | 11 de dezembro de 2020 | Italo Ferreira                |
|      |                        |                               |
|      |                        |                               |
|      |                        |                               |
| 1432 | 14 de dezembro de 2020 | Comunidade Nin-Jitsu          |
|      |                        |                               |
|      |                        |                               |
|      |                        |                               |
| 1433 | 15 de dezembro de 2020 | Pequena Lo                    |
|      |                        |                               |
|      |                        |                               |
|      |                        |                               |
| 1434 | 16 de dezembro de 2020 | Anderson Leonardo             |
|      |                        |                               |
|      |                        |                               |
|      |                        |                               |
| 1435 | 17 de dezembro de 2020 | Lucas Lucco                   |
|      |                        |                               |
|      |                        |                               |
|      |                        |                               |
| 1436 | 18 de dezembro de 2020 | Mussoumano                    |
|      |                        |                               |
|      |                        |                               |
|      |                        |                               |
| 1437 | 21 de dezembro de 2020 | Velhas Virgens                |
|      |                        |                               |
|      |                        |                               |
|      |                        |                               |
| 1438 | 22 de dezembro de 2020 | Rominho Braga                 |
|      |                        |                               |
|      |                        |                               |
|      |                        |                               |
| 1439 | 23 de dezembro de 2020 | Impromédia                    |
|      |                        |                               |
|      |                        |                               |
|      |                        |                               |
| 1440 | 24 de dezembro de 2020 | Padre Juarez de Castro        |
|      |                        |                               |
|      |                        |                               |
|      |                        |                               |
| 1441 | 25 de dezembro de 2020 | Supla                         |
|      |                        |                               |
|      |                        |                               |
|      |                        |                               |
| 1442 | 28 de dezembro de 2020 | Nathalia Arcuri; Big Up       |
|      |                        |                               |
|      |                        |                               |
|      |                        |                               |
| 1443 | 29 de dezembro de 2020 | Capital Inicial               |
|      |                        |                               |
|      |                        |                               |
|      |                        |                               |
| 1444 | 30 de dezembro de 2020 | Turma do Pagode; Di Propósito |
|      |                        |                               |
|      |                        |                               |
|      |                        |                               |
| 1445 | 31 de dezembro de 2020 | Arianna Nutt e Criss Paiva    |
|      |                        |                               |
|      |                        |                               |
|      |                        |                               |

## 2021

### Janeiro
| N.º  | Data de exibição     | Convidado(s) |
| ---- | -------------------- | ------------ |
| 1446 | 1 de janeiro de 2021 | Vitor Santos |
|      |                      |              |
|      |                      |              |
|      |                      |              |